# Heinz Leferenz
Heinz Leferenz (* 15. Juli 1913 in Heidelberg; † 29. April 2015 in  Heidelberg) war ein deutscher Psychiater und Kriminologe.

## Leben
Leferenz wurde 1939 nach einem Jura-Studium in Heidelberg promoviert. Anschließend studierte er als Sanitätssoldat Medizin, absolvierte die medizinische Staatsprüfung 1945 und wurde 1946 auch in diesem Fach – als Assistent von Kurt Schneider – promoviert. Von 1952 bis 1960 leitete er die Abteilung für Kinder- und Jugendpsychiatrie und die Erziehungsberatungsstelle an der Psychiatrischen Klinik der Universität Heidelberg. 1956 habilitierte er sich an der Juristischen Fakultät in Heidelberg. 1959 übernahm er als außerplanmäßiger Professor in Heidelberg den ersten ausschließlich kriminologischen Lehrstuhl in der Bundesrepublik Deutschland. 1962 wurde er der erste Direktor des Instituts für Kriminologie der Universität Heidelberg. Dabei handelte es sich um das zweite ausschließlich kriminologische Institut in der Bundesrepublik. Kurz zuvor hatte in Tübingen das erste Institut dieser Art die Arbeit aufgenommen. Auch dort war mit Hans Göppinger ein Praktiker aus der Psychiatrie berufen worden – der wichtigsten Bezugswissenschaft der Kriminologie in ihren frühen bundesrepublikanischen Jahren.
Das Heidelberger Institut leitete Heinz Leferenz bis zu seiner Emeritierung im Jahr 1978.